# Bugonia
Bugonia is een toekomstige Iers-Amerikaans-Zuid-Koreaanse komische sciencefictionfilm, geregisseerd door Giorgos Lanthimos. De film is een remake van de Zuid-Koreaanse film Save the Green Planet! uit 2003. De hoofdrollen worden vertolkt door Emma Stone, Jesse Plemons, Aidan Delbis, Stavros Halkias en Alicia Silverstone.

## Verhaal
Twee jonge mannen zijn geobsedeerd door complottheorieën en ontvoeren de invloedrijke CEO van een groot bedrijf. Ze zijn ervan overtuigd dat zij een buitenaards wezen is dat de planeet Aarde wil vernietigen.

## Rolverdeling
| Acteur             | Personage |
| ------------------ | --------- |
| Emma Stone         | Michelle  |
| Jesse Plemons      | Teddy     |
| Aidan Delbis       | Don       |
| Stavros Halkias    |           |
| Alicia Silverstone |           |

## Productie
De ontwikkeling van de film begon al in 2020, met Jang Joon-hwan als regisseur en Will Tracy als scenarioschrijver. Ari Aster kwam kort daarna aan boord als producent. In februari 2024 werd Giorgos Lanthimos aangesteld als regisseur, ter vervanging van Jang, terwijl Emma Stone zich bij het project voegde als actrice en producent. Jesse Plemons voegde zich in mei bij de cast.

### Filmopnames
De filmopnames gingen in juli 2024 van start in High Wycombe, Engeland. Aanvullende opnames vonden plaats in mei 2025 op het Griekse eiland Milos. De Ierse cameraman Robbie Ryan filmde het project op 35mm-film met VistaVision-camera's. Het is zijn vierde samenwerking met Lanthimos.

## Release
Bugonia zal op 28 augustus 2025 in première gaan op het Filmfestival van Venetië in de competitie voor de Gouden Leeuw.

## Prijzen en nominaties
De belangrijkste:
| Jaar | Prijs                    | Categorie    | Genomineerde(n)   | Uitslag       |
| ---- | ------------------------ | ------------ | ----------------- | ------------- |
| 2025 | Filmfestival van Venetië | Gouden Leeuw | Giorgos Lanthimos | In afwachting |